# Begonia angraensis
Begonia angraensis é uma espécie de Begonia.